# 1992 Galvarino
Az 1992 Galvarino (ideiglenes jelöléssel 1968 OD) a Naprendszer kisbolygóövében található aszteroida. Carlos Torres és S. Cofre fedezte fel 1968. július 18-án.